# ديدمان وندرلاند
ديدمان وندرلاند (باليابانية: デッドマンワンダーランド، بالروماجي:  Deddoman Wandārando) هي سلسلة مانغا يابانية من تأليف كازوما كوندو ورسوم جينساي كاتاوكا، نشرت من قبل كادوكاوا شوتين في مايو عام 2007 حتى أغسطس عام 2013، في مجلة شونن إيس، وتكونت من 13 مجلد. أنتجت إلى أنمي تلفزيوني من استوديو مانغلوب، عرض الأنمي في 17 أبريل عام 2011 حتى 3 يوليو عام 2011، وتكون من 13 حلقة + 1 أوفا.

## القصة
تبدا القصة بعد دمار جزء كبير من مدينة طوكيو عن طريق الحفرة الكبيرة، فيقوم شخص يرتدي ملابس حمراء بقتل صف كامل ويترك شخص هو البطل جانتا فيحكم عليه بالإعدام ويوضع في سجن باسم بلاد عجائب الرجل الميت، وفي هذه البلاد لاحظ جانتا شئ غريب ان لديه قوة غريبة فيوضع في عدة تحديات وتنقذه فتاة اسمها شيرو، ولكنه يكتشف انه ليس الوحيد الذي لديه تلك القوة وتتوالى الاحداث

## وصلات خارجية
ديدمان وندرلاند على موقع نتفليكس (الإنجليزية)
- ديدمان وندرلاند على موقع ANN manga (الإنجليزية)